# فابیو لوئیز ماگالائز
فابیو لوئیز ماگالائز (انگلیسی: Fábio Luiz Magalhães؛ زادهٔ ۱۳ march ۱۹۷۹ (۴۶ سال)) بازیکن والیبال ساحلی اهل برزیل است.